# Kozlikovo
Kozlikovo es una localidad de Croacia en el municipio de Klinča Sela, condado de Zagreb.

## Geografía
Se encuentra a una altitud de 186 m s. n. m. a 31,8 km de la capital nacional, Zagreb.

## Demografía
En el censo 2011, el total de población de la localidad fue de 140 habitantes.
Según estimación 2013 contaba con una población de 127 habitantes.